# Roger Bodin
Roger Bodin, född 13 mars 1947 i Göteborg, är en svensk tjänsteman och före detta fotbollsspelare (anfallare) som representerade Gais i allsvenskan i en match säsongen 1967.

## Biografi
Bodin växte upp på Stampen i Göteborg. På 1960-talet utbildade han sig till socionom på Socialhögskolan i Göteborg, och han arbetade därefter på olika poster i Göteborgs kommun, bland annat som stadssekreterare, programadministratör och budgetsekreterare. 1993 blev han stadsdirektör i kommunen.
Bodin började spela fotboll i Gais som barn, och spelade flera säsonger i klubbens B-lag. Han gjorde 20 år gammal allsvensk debut i en bortamatch mot IFK Holmsund 1967, men kom sedan aldrig att spela några fler seriematcher för klubben. Inför säsongen 1970 lämnade han Gais för Skogens IF.